# Damigeană

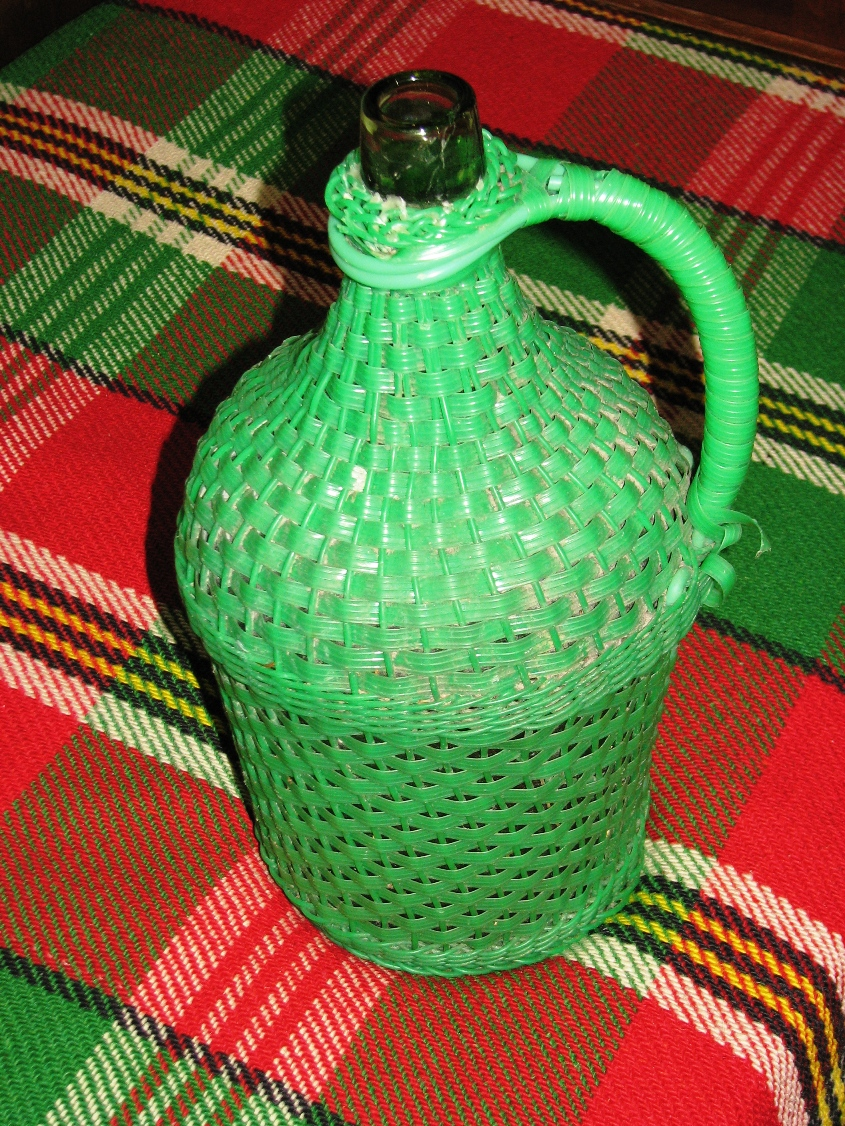
O damigeană bulgară (damadžana)

Damigeana este un recipient de sticlă, protejat cu un înveliș împletit din nuiele, răchită sau papură, cu gât subțire, utilizată la prepararea, păstrarea și transportul lichidelor, de obicei alcoolice.
În mod tradițional, damigeana de 25-50 l este folosită pentru prepararea vinului în gospodărie. În acest scop, damigeana se astupă bine cu un dop de fermentație care permite să iasă dioxidul de carbon care se degajă în timpul fermentației alcoolice, altfel presiunea ce ia naștere ar duce la spargerea vasului. De asemenea, dopul de fermentație previne oxidarea mustului înainte și pe perioada fermentării, împiedicând în același timp pătrunderea microorganismelor din afară în damigeană.

## Originea numelui
Denumirea se trage din termenul în franceză dame-Jeanne (doamna Ioana) apărut în secolul al XVIII-lea pentru a desemna acest tip de recipient.